# Resolução 125 do Conselho de Segurança das Nações Unidas
Resolução 125 do Conselho de Segurança das Nações Unidas, foi aprovada em 5 de setembro de 1957, após análise do pedido da Federação Malaia para ser membro da Organização das Nações Unidas, o Conselho recomendou à Assembleia Geral que a Federação Malaia deve ser admitida.
Foi aprovada por unanimidade.